# Werner Coninx
Werner Coninx (* 28. Juli 1911 in Zürich; † 10. März 1980 ebenda) war ein Schweizer Kunstmaler, Kunstsammler und Mäzen.

## Leben

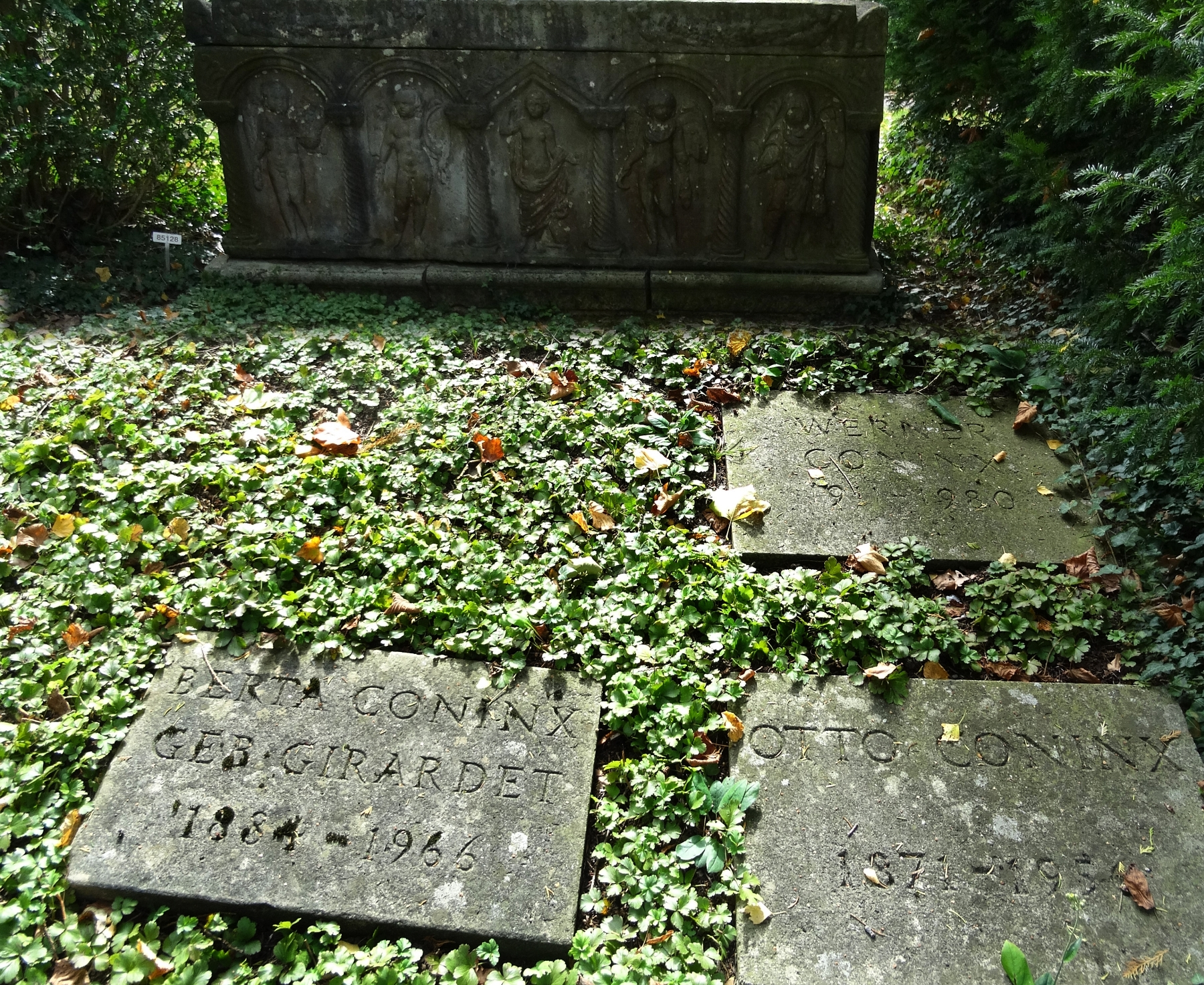
Grab, Friedhof Rehalp, Zürich

Werner Coninx, Sohn von Otto Coninx-Girardet (1871–1956), dem Gründer der Tages-Anzeiger AG, und Bertha Girardet (1884–1966), Tochter des Verlegers Wilhelm Girardet, gehörte einer einflussreichen und vermögenden Zürcher Verlegerfamilie an.
Nach einem abgebrochenen Medizinstudium liess er sich als Maler und Bildhauer ausbilden.
Er war von 1942 bis 1978 im Verwaltungsrat des Familienunternehmens, übernahm dort aber keine operativen Aufgaben und widmete sein Leben der Kunst, während sein Bruder Otto Coninx-Wettstein das Unternehmen leitete.
Werner Coninx baute eine bedeutende Kunstsammlung auf, die 1974 an die «Coninx-Stiftung» übertragen wurde. Schon 1975 gab es eine erste Ausstellung im Helmhaus Zürich. Heute trägt die Stiftung den Namen «Werner Coninx Stiftung». Die Stiftung übergab diverse Arbeiten aus der Sammlung an mehrere Schweizer Museen, u. a. dem Bündner Kunstmuseum etwa 1'000 graphische Blätter und dem Aargauer Kunsthaus 120 Gemälde, als Dauerleihgabe.
Werner Coninx war der Vater von Severin Coninx und Rena Coninx (der Mutter von Pietro Supino) und Onkel von Hans Heinrich Coninx.
Er war Mitschüler und Freund des Schriftstellers Max Frisch und finanzierte dessen Architekturstudium. In einer längeren Episode in seinem Buch Montauk erinnert sich Frisch an seinen Jugendfreund und Mäzen W., von dem er sich in seiner Jugend dominiert fühlte. Mit Frischs Erfolgen und der Unfähigkeit seines Freundes, ihn als Schriftsteller zu akzeptieren, endete ihre Freundschaft, die Frisch rückblickend als unheilvoll begriff.
Werner Coninx fand seine letzte Ruhestätte auf dem Friedhof Rehalp in Zürich.